# HRT – Radio Pula
Hrvatski radio Pula ili Radio Pula je radijska postaja u sastavu HRT-a, koja svoj program emitira na području grada Pule, ali i cijele Istre. Hrvatski radio Pula osnovan je 1960. godine. 